# Сеті (роз'їзд)
Сеті (рос. Сети) — роз'їзд Тиндинського регіону Далекосхідної залізниці Росії, розташований на дільниці Тинда — Бамівська між станціями Тинда (відстань — 20 км) і Біленька (27 км). Відстань до ст. Бамівська — 160 км.